# Mario Golf: Advance Tour
Mario Golf: Advance Tour är ett Mario-golfspel till Game Boy Advance. Det kom ut 2004 och är gjort av Nintendo. Spelet ingår i spelserien Mario Golf.

## Spellägen
Det finns två huvudsakliga lägen, 'Story och vanligt spel. I Story-läget är man en av spelets två egna karaktärer och går runt i en liten by och spelar olika golftävlingar. I vanligt spel kan man vara antingen någon av de vanliga Mario-karaktärerna eller de upplåsbara karaktärerna. I vanligt spel finns flera olika lägen och minispel.

## Karaktärer
- Mario
- Peach
- Yoshi
- Donkey Kong

- Putts, Joe, Grace, Sherry, Tiny, Azalea, Gene och Kid går att spela med när man har låst upp dem.